# Nicola Trentin
Nicola Trentin (ur. 20 czerwca 1974 w Iglesias) – włoski lekkoatleta, skoczek w dal.
W 2001 w Tunisie zdobył brązowy medal igrzysk śródziemnomorskich. Na Igrzyskach Olimpijskich w Atenach w 2004 zajął 19. miejsce. Trzykrotnie był mistrzem Włoch na otwartym stadionie (2001, 2002, 2003) i również trzykrotnie w hali (1998, 2003, 2004). 
Swój rekord życiowy (8,20 m) ustanowił 6 lipca 2003 w Padwie.